# Gare de Aïn Fezza
La gare de Aïn Fezza est une gare ferroviaire algérienne située sur le territoire de la commune de Aïn Fezza, dans la wilaya de Tlemcen.

## Situation ferroviaire
Établie à une altitude de 859,700 m, la gare est située au point kilométrique (PK) 54,131 de la ligne de Tabia à Akid Abbes, où elle est précédée de la gare d'Ouled Mimoun et suivie de celle de Tlemcen.
| \| Aïn Fezza Tlemcen Akid Abbes Maghnia Tabia Ghazaouet \| Localisation de la gare de Aïn Fezza dans la wilaya de Tlemcen. |
| Aïn Fezza Tlemcen Akid Abbes Maghnia Tabia Ghazaouet                                                                       |

## Histoire
La gare est mise en service en 1889 lors de l'ouverture de la section de Lamoricière (actuelle Ouled Mimoun) à Aïn Fezza de la ligne de Sainte-Barbe-du-Tlélat à Oujda,.

## Service des voyageurs

### Dessertes
La gare de Aïn Fezza est desservie par les trains régionaux de la liaison Oran - Tlemcen.